# Нікола Мітков
Нікола Мітков (мак. Никола Митков нар.; 18 грудня 1971) – македонський шахіст, гросмейстер від 1993 року.

## Шахова кар'єра
1988 року переміг на турнірі серед юніорів до 18 років у Сас ван Генті, а в 1990 і 1991 роках двічі представляв Югославію на чемпіонаті світу серед юніорів до 20 років. 1991 року поділив 1-ше місце (разом з Нухимом Рашковським) у Скоп'є, в 1994 році виграв у Ніцці, 1995 року поділив 3-тє місце на Меморіалі Капабланки (турнір Б) у Матансасі (позаду Хільберто Ернандеса Герреро і Луїса Галего, разом з Вальтером Аренсібією), а також був одним з переможців турніру в Ельгойбарі (разом із, зокрема, Феліксом Ісетою Чабаррі та Даніелем Кампорою). Наступного року посів 1-ше місце в Сьєнфуегосі (меморіал Капабланки, турнір Б) і поділив 1-ше місце в Каннах (разом з Мішо Цебало, Майклом Оратовскі та Ніно Кіровим). 1997 року переміг в Оренсе, у 2000 році поділив 2-ге місце в Барбері (позаду Владіміра Георгієва) і Лісабоні (позаду Ханнеса Стефанссона). 2002 року виграв золоту медаль на чемпіонаті Македонії, а також поділив 1-ше місце в Лідо Естенсі (разом із, зокрема, Віорелом Йордаческу та Ігорем Єфімовим), у 2003 році поділив 1-ше місце в Новій Гориці (разом з Душко Павасовичем, Владиславом Неведничим і Звонимиром Местровичем), а також переміг у Селесті. В 2006 році поділив 1-ше місце у Санто-Домінго (разом з Рамоном Матео і Яаном Ельвестом). 2008 року досягнув чергових успіхів, перемігши на відкритих турнірах у Ла-Везі та Аґуаскальєнтесі.
Починаючи з 1994 року є основним гравцем збірної країни. До 2006 року взяв участь у всіх семи шахових олімпіадах, які відбулись за цей період, (зокрема 6 разів на 1-й шахівниці), а між 1997 і 2007 роками – п'ять разів на командних першостях Європи. Крім того, 2001 року у складі національної збірної взяв участь у командному чемпіонаті світу, який відбувся в Єревані.
Найвищий рейтинг Ело в кар'єрі мав станом на 1 січня 2001 року, досягнувши 2587 очок займав тоді 2-ге місце (позаду Тоні Найдоського) серед македонських шахістів.

## Зміни рейтингу
| На цьому місці має відображатися графік чи діаграма, однак з технічних причин його відображення наразі вимкнено. Будь ласка, не видаляйте код, який викликає це повідомлення. Розробники вже працюють для того, щоби відновити штатне функціонування цього графіка або діаграми. | |
| | На цьому місці має відображатися графік чи діаграма, однак з технічних причин його відображення наразі вимкнено. Будь ласка, не видаляйте код, який викликає це повідомлення. Розробники вже працюють для того, щоби відновити штатне функціонування цього графіка або діаграми. |